# Julus molleri
Julus molleri är en mångfotingart som beskrevs av Karl Wilhelm Verhoeff 1892. Julus molleri ingår i släktet Julus och familjen kejsardubbelfotingar. Inga underarter finns listade i Catalogue of Life.